# نهائي كأس تركيا 2000
نهائي كأس تركيا 2000 هي المباراة النهائية من منافسة كأس تركيا 1999–2000 ‏، أقيمت المباراة في 2000، في Diyarbakır Atatürk Stadium ‏، بين فريقي غلطة سراي، وأنطاليا سبور، وفاز فيها غلطة سراي، بعد أن هزم أنطاليا سبور، بنتيجة 5 - 3، وحضر المباراة 14000 شخصاً.

## تفاصيل المباراة
لعبت المباراة النهائية في 2000.
| غلطة سراي | 5 -3 | أنطاليا سبور |
| --------- | ---- | ------------ |
|           |      |              |